# Convention de Moss
La convention de Moss est un armistice signé le 14 août 1814 entre les envoyés du roi de Suède et le gouvernement norvégien. Il met fin à la guerre entre la Suède et la Norvège déclenchée par la tentative de celle-ci de proclamer son indépendance. La convention deviendra de facto un traité de paix et sert de point de départ à l'union personnelle entre la Suède et la Norvège, qui durera jusqu'à ce que la Norvège décide de reprendre son indépendance en 1905.

## Histoire
En 1814, le royaume du Danemark et de Norvège, qui fait partie des alliés de Napoléon au cours des guerres napoléoniennes, se retrouve dans le camp des vaincus. Le traité de Kiel du 14 janvier 1814 cède la Norvège, jusque là possession danoise, au roi de la Suède. Les représentants de la Norvège, réunis en assemblée constituante à Eidsvoll le 17 mai 1814, tentent de profiter de l'occasion pour prendre en main leur destin et rédigent une constitution. L'assemblée se choisit comme souverain Christian Frédéric, héritier des trônes du Danemark et de la Norvège et vice-roi de Norvège.
Le roi de la Suède, Charles XIII, rejette la proclamation d'indépendance et entame une campagne militaire. L'armée suédoise, mieux équipée, dispose de la supériorité numérique et est commandée par Jean Baptiste Bernadotte, général français de naissance. qui a acquis de brillants états d'armes dans l'armée napoléonienne avant de devenir prince héritier de la couronne suédoise.
Les hostilités débutent le 26 juillet par une attaque navale éclair contre la flotte norvégienne à l'ancre à Hvaler. Les navires norvégiens parviennent à s'échapper mais ne participeront pas à la suite du conflit. La poussée principale des armées suédoises s'effectue sur la frontière au niveau de Halden : la forteresse de Fredriksten est contournée par l'armée suédoise qui progresse ensuite vers le nord. Une seconde colonne de 6 000 hommes débarque à Kråkerøy dans les environs de la ville fortifiée Fredrikstad qui se rend le jour suivant. C'était le début d'un mouvement d'encerclement du corps principal de l'armée norvégienne basé à Rakkestad. L'armée norvégienne réussit néanmoins à contenir les offensives de l'ennemi. Finalement. les deux belligérants décident d'ouvrir des négociations  la Norvège ne peut pas soutenir un conflit qui épuise ses finances, et la Suède préfère profiter d'une position de force, qui pourrait être remise en question par la suite des événements. L'armistice est signé à Moss le 14 août 1814.
Durant les négociations de paix, Christian Frédéric consent à renoncer à la couronne norvégienne et à retourner au Danemark si la Suède accepte la mise en œuvre de la constitution démocratique proposée par l'assemblée constituante et le principe d'une union personnelle entre les deux pays, garante d'une certaine indépendance pour la Norvège. La convention, qui comprend 4 documents rédigés en français, comprend les clauses suivantes ;
- L'accord est passé entre le prince héritier de la couronne suédoise, au nom du roi de Suède, et le gouvernement norvégien. La Suède ne reconnait pas la prétention au trône de Norvège de Christian Frédéric, qui n'est donc pas partie prenante de l'accord.
- Le parlement norvégien doit ratifier la convention avant fin octobre.
- Le roi de Suède accepte la constitution norvégienne à condition que des modifications soient apportées afin qu'elle permette l'Union avec la Suède. Ces modifications doivent être ratifiées par le parlement norvégien.
- Christian Frédéric doit abandonner ses prétentions au trône norvégien et quitter le pays.

Le peuple norvégien est choqué par les concessions consenties par son gouvernement, et le général suédois Magnus Björnstjerna, qui mène les négociations pour la Suède, reçoit un accueil glacial à son arrivée à Christiania (maintenant Oslo) en Norvège. Les norvégiens en veulent également à leurs dirigeants militaires, qui ont pratiqué une stratégie de défense sans envergure.
Avec le temps, l'opinion publique changera d'avis sur le compromis passé avec la Suède. La convention apporte de grandes améliorations par rapport aux conditions dictées par le traité de Kiel. En particulier, la Norvège est plus considérée non plus comme une conquête de la Suède mais comme un partenaire ayant des droits identiques dans le cadre d'une union entre deux états indépendants. Le principe et le fond de la constitution norvégienne sont acceptés par la convention, et la Norvège dispose de son propre parlement et d'institutions séparées à part le souverain et le service des affaires étrangères. Ce fut le dernier conflit entre la Suède et la Norvège et la dernière guerre à laquelle participa la Suède.
Le 20 octobre, un jour avant l'expiration du cessez-le-feu, le parlement norvégien vote, par 72 voix contre 5, l'adhésion de la Norvège à l'union personnelle avec la Suède. Au courant des journées suivantes, le parlement passe plusieurs résolutions garantissant un certain niveau d'indépendance dans le cadre de l'Union. Le 4 novembre, le Storting adopte les amendements constitutionnels autorisant l'union et élit à l'unanimité le souverain suédois Charles XIII roi de Norvège.

### Sources
- (en) Cet article est partiellement ou en totalité issu de l’article de Wikipédia en anglais intitulé « Convention of Moss » (voir la liste des auteurs).